# P.K. Page
Patricia Kathleen Page (Swanage, 23 november 1916 — 14 januari 2010) was een Canadees schrijfster en dichteres.
Geboren in Dorset verhuisde zij met haar familie in 1919 naar Canada. Zij was de auteur van verschillende boeken en dichtbundels. Haar gedichten werden vertaald in meerdere talen. Door een bijzondere resolutie van de Verenigde Naties werd haar gedicht Planet Earth in 2001 tegelijkertijd voorgelezen in New York, Antarctica en de Grote Oceaan om het 'Internationaal Jaar van de Dialoog tussen Beschavingen' te vieren.
Zij werkte ook als beeldend kunstenaar. Haar werk maakt deel uit van de vaste collectie van de National Gallery of Canada en de Art Gallery of Ontario.

## Werken
- The Sun and the Moon - 1944
- The Metal and the Flower - 1954
- Cry Ararat - 1967
- Cook's Mountains - 1967
- The Sun and the Moon and Other Fictions - 1973
- Poems Selected and New - 1984
- Evening Dance of the Grey Flies - 1981
- The Glass Air - 1985
- Brazilian Journal - 1987
- A Flask of Sea Water - 1989
- The Travelling Musicians - 1991
- The Goat that Flew - 1993
- Hologram: A Book of Glosas - 1994
- And Once More Saw the Stars - 2001
- A Kind of Fiction - 2001
- Planet Earth - 1994
- Schizophrenic
- Hand Luggage - 2006
- Coal and Roses - 2009
- The Golden Lilies, Poems by PK Page - 2009

- Bibliothèque nationale de France: cb12714342k (data)
- Digitale Bibliotheek voor de Nederlandse Letteren: page019
- Gemeinsame Normdatei: 122703340
- International Standard Name Identifier: 0000 0001 1445 3295
- Library of Congress Control Number: n50051858
- Nationale Bibliotheek van Tsjechië: mub2013776459
- Nationale Bibliotheek van Israël: 987007578722105171
- Nederlandse Thesaurus van Auteursnamen: 069118914
- SNAC: w6vx0f99
- Système universitaire de documentation: 12996574X
- Trove: 1143299
- Virtual International Authority File: 59208470
- WorldCat: E39PBJg4k77QVdxFwKXcWPCPcP